# Paranauphoetinae
Paranauphoetinae es una subfamilia de insectos blatodeos de la familia Blaberidae. Esta subfamilia comprende 15 especies pertenecientes a un único género, Paranauphoeta.